# Osvaldo Alonso
Osvaldo Alonso Moreno (* 11. November 1985 in San Cristóbal) ist ein ehemaliger kubanischer Fußballspieler, welcher seit 2012 auch die US-amerikanische Staatsbürgerschaft besitzt. Anfang 2024 beendete er bei den Seattle Sounders seine Spielerkarriere.

## Karriere

### Beginn in Kuba
Alonso begann mit dem Fußball spielen beim FC Pinar del Río, die damals in der Campeonato Nacional de Fútbol de Cuba spielten und am Ende der Saison 2006/07 Kubanischer Meister wurden.

### Wechsel in die USA
Während des CONCACAF Gold Cup 2007, an dem er mit der Nationalmannschaft teilnahm, setzte er sich in die USA ab. Er absolvierte anschließend ein Probetraining bei CD Chivas USA. Diese boten ihm einen developmental contract mit einem Gehalt von 12.900 US-Dollar an. Alonso entschied sich aber für ein Angebot von Charleston Battery, da er der Meinung war in der damals USL First Division mehr Spielzeiten bekommen zu können. Gleich in seiner ersten Saison konnte er durch starke Leistungen beeindrucken. Er erzielte in 31 Spiele für Charleston sieben Tore und wurde von den Fans zum besten Spieler der Saison ernannt. Außerdem ehrte ihn die Liga als besten Newcomer des Jahres.
Zur Saison 2009 wurde er von den Seattle Sounders unter Vertrag genommen und sicherte sich bei dem Klub in der Major League Soccer einen Stammplatz im defensiven Mittelfeld. In den kommenden Jahren konnte er immer wieder durch seine konsequente Art im Mittelfeld auf sich aufmerksam machen und erhielt diverse Ehrungen für seine Leistungen.
Zur Saison 2019 wechselte er noch einmal weiter zum Klub Minnesota United und seit der Saison 2021 steht er im Kader von Atlanta United.

### Nationalmannschaft
Während der Qualifikationsspiele für die Olympischen Sommerspiele 2008 war er Kapitän der Kubanischen U-23-Nationalmannschaft. Sein Debüt für die Kubanische Fußballnationalmannschaft gab er im September 2006 in einem Spiel gegen die Fußballnationalmannschaft der Turks- und Caicosinseln, welches im Rahmen der Fußball-Karibikmeisterschaft 2007 ausgespielt wurde. Sein bislang letztes Spiel für Kuba bestritt er während des CONCACAF Gold Cup 2007.
Nach seiner Emigration in die USA wurde er nicht mehr vom Kubanischen Verband nominiert.